# Kombi (zespół muzyczny)
Kombi (pisownia stylizowana: KOMBI) – polski zespół muzyczny, który powstał w 1976 roku z przekształcenia zespołu Akcenty, założonego w 1969 roku przez Sławomira Łosowskiego. W początkowym okresie działalności wykonywał muzykę z pogranicza stylów jazz-rock, fussion, rock. Pod koniec lat 70. kojarzony był jako sztandarowy zespół Muzyki Młodej Generacji. Od początku lat 80. ukształtował się znany do dzisiaj styl Kombi, charakteryzujący się wiodącą rolą instrumentów klawiszowych.
Muzyka zespołu bliska jest stylom elektro-rock i synth pop. Kombi było jednym z najpopularniejszych polskich zespołów dekady lat 80. Poza piosenkami wykonuje także utwory instrumentalne.
Do najpopularniejszych piosenek zespołu zalicza się m.in. „Black and White”, „Hotel twoich snów”, „Jej wspomnienie”, „Kochać cię – za późno”, „Królowie życia”, „Linia życia”, „Nie ma zysku”, „Nasze randez-vous”, „Przytul mnie”, „Słodkiego miłego życia”, „Za ciosem cios”. Najpopularniejsze utwory instrumentalne zespołu to „Cyfrowa gra”, „Komputerowe serce”, „Bez ograniczeń”, „Taniec w słońcu”, „Wspomnienia z pleneru” i „Zaczarowane miasto”.
Po 2003 zespół podzielił się na dwa odłamy. Pierwszy z nich, czyli grupa Kombii tworzona przez Grzegorza Skawińskiego i Waldemara Tkaczyka, tylko częściowo nawiązuje do twórczości grupy Kombi, a muzyka zespołu oscyluje na pograniczu pop-rocka i synth popu. Drugi z odłamów, czyli zespół Kombi Łosowski prowadzony przez Sławomira Łosowskiego, wykonuje muzykę elektroniczną z dominującą rolą analogowych instrumentów klawiszowych. Zespół ten w latach 2014–2022 funkcjonował jako Kombi (bez dopisku „Łosowski”), lecz na mocy wyroku TSUE zaprzestał koncertowania pod tą nazwą.

## Geneza nazwy
Zespół na przełomie lat 70. i 80. XX wieku wykonywał muzykę zróżnicowaną stylistycznie. Stąd przyjęło się, że nazwa Kombi pochodzi od kombinacji różnych gatunków muzycznych. Pomysłodawcą nazwy grupy był ówczesny perkusista Jan Pluta. Według Sławomira Łosowskiego zespół poszukiwał nazwy prostej i nowoczesnej, a pochodzi ona od rodzaju nadwozia samochodowego kombi, będącego jednym z towarów luksusowych w czasach PRL-u, zaś zmiana nazwy z Akcenty na Kombi była zabiegiem marketingowym, który miał ułatwić współpracę z Bałtycką Agencją Artystyczną. Pierwsze plakaty zespołu ukazywały sylwetki muzyków za tylną szybą samochodu tego typu.

## Historia

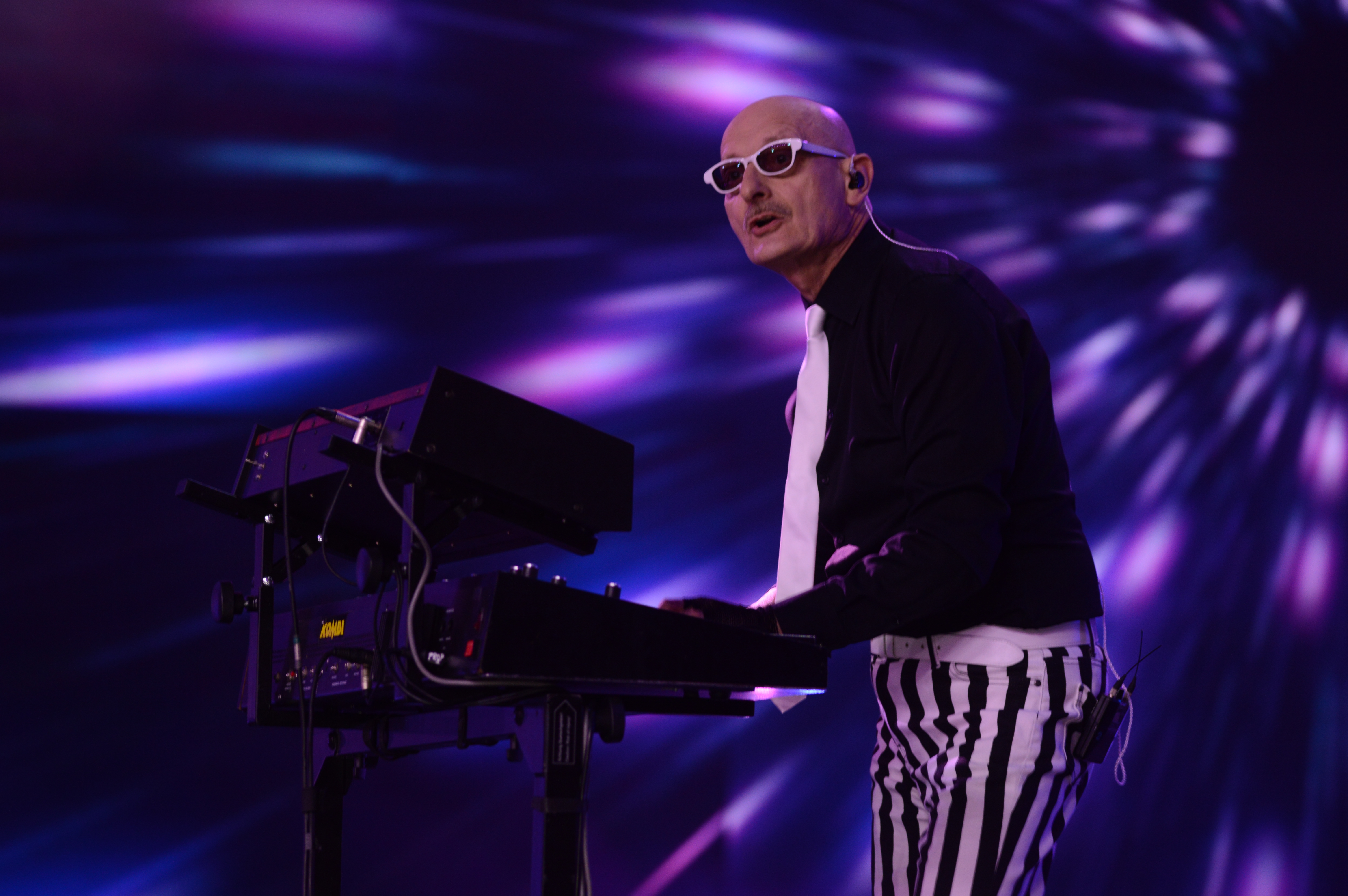
Sławomir Łosowski – lider zespołu, instrumenty klawiszowe.

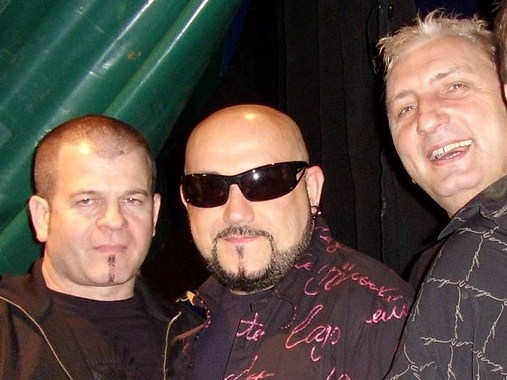
Od lewej: Waldemar Tkaczyk (gitara basowa), Grzegorz Skawiński (śpiew, gitara) i Jan Pluta (perkusja).

### Początki zespołu, działalność pod nazwą Akcenty (1969–1976)
Zespół Akcenty został założony w 1969 roku przez Sławomira Łosowskiego jako jego autorski projekt muzyczny. Zaczynał od występów w młodzieżowych i studenckich klubach Trójmiasta, grając covery takich artystów jak The Animals, Cream, Jimi Hendrix czy John Mayall. Pierwsze kompozycje Akcentów (napisane przez Łosowskiego) były mocno zakorzenione w bluesie i blues-rocku, a grupa przez pierwszy okres działalności posługiwała się szyldem „Blues Band Akcenty”. Od 1971 Akcenty tkwiły w nurcie muzyki improwizowanej i eksperymentalnej, a autorskie utwory zespołu stały się kompozycjami instrumentalnymi, często o rozbudowanych formach, zmieniających się podziałach rytmicznych oraz bogatych improwizacjach. Zespół wziął udział w trzech edycjach Festiwalu Młodzieżowej Muzyki Współczesnej w Kaliszu. Na ostatnim z nich, w 1973 w składzie: Sławomir Łosowski (instrumenty klawiszowe), Piotr Gągałka (gitara basowa), Jan Rucki (perkusja) zespół zdobył pierwszą nagrodę, wykonując kompozycje Łosowskiego: „Bumerang”, „Siódme żebro” i „Zapylanie”. Ponadto Akcenty czterokrotnie wystąpiły we Wrocławiu na festiwalu Jazz nad Odrą; w 1973 zespół zdobył tam wyróżnienie, a rok później Łosowski główną nagrodę indywidualną.
W 1975 Łosowski rozstał się ze swoją dotychczasową sekcją rytmiczną (Jan Rucki, Zbigniew Gura) i przebudował skład zespołu. Przyjął do grupy śpiewającego basistę Zbigniewa Sentowskiego. W ośrodku wczasowym na Kaszubach usłyszał rockowego perkusistę Jana Plutę z zespołu Horoskop, którego po kilku dniach przesłuchał i zaproponował mu współpracę. Zespół w składzie: Łosowski, Sentowski, Pluta zaczął od września występy w klubie Rudy Kot. Jesienią 1975 Łosowski rozstał się z Sentowskim i przyjął na jego miejsce basistę Waldemara Tkaczyka, a pod koniec roku gitarzystę Grzegorza Skawińskiego (obaj także grali wcześniej w zespole Horoskop). Zespół rozpoczął prace nad repertuarem oraz koncertował w klubach młodzieżowych i studenckich. W tym samym roku nawiązał współpracę z Bałtycką Agencją Artystyczną w Sopocie, co dało możliwość grania większej ilości koncertów i lepszej promocji zespołu. 4 lipca 1976 roku grupa zmieniła nazwę w czasie występu zespołu na żywo w audycji „Bałtyckie Forum Muzyczne” Radia Gdańsk. Wtedy to zespół rozpoczął swój występ jako Akcenty, a zakończył już jako Kombi.

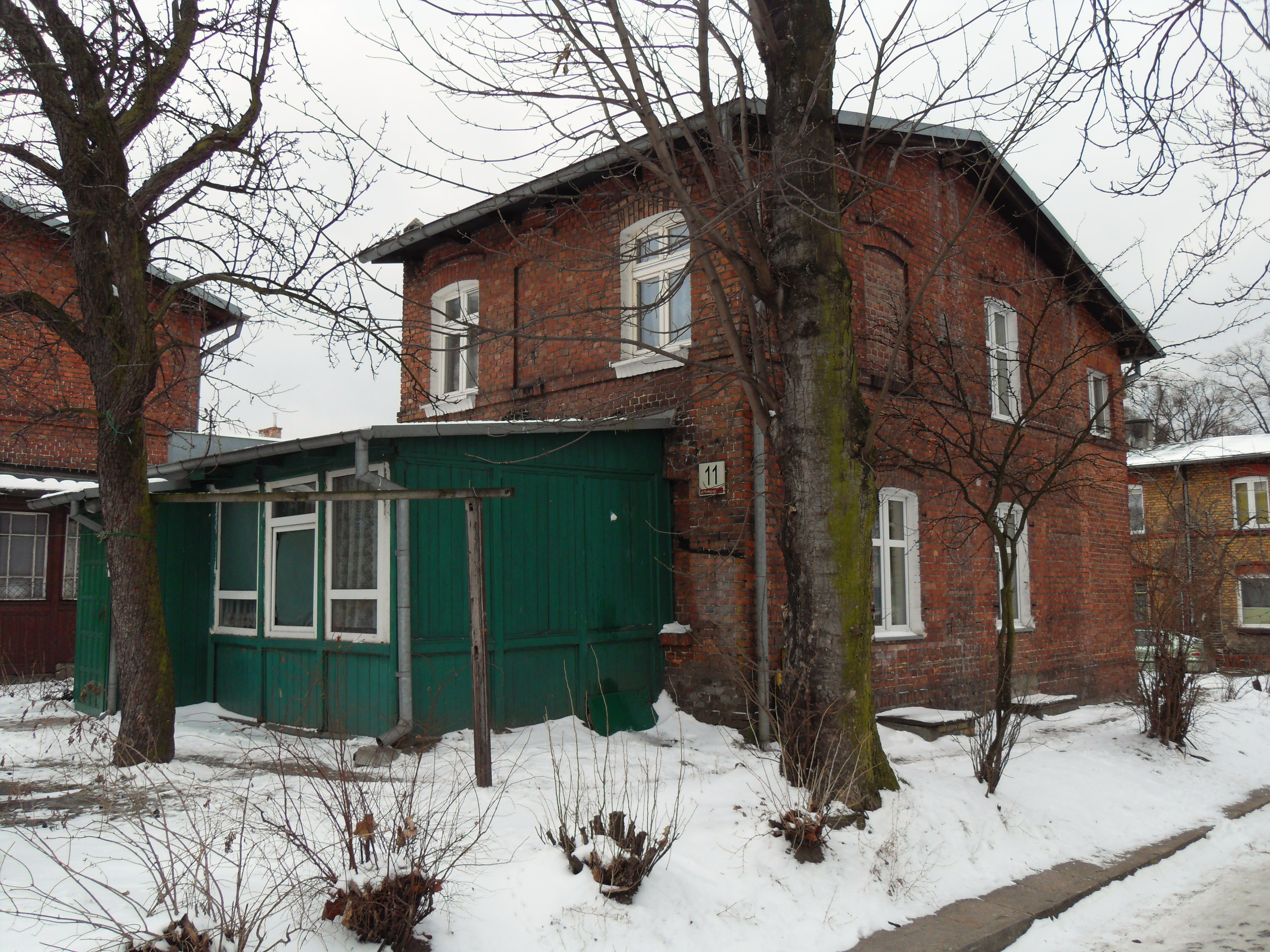
Budynek przy ul. Kolejarzy 11 w Gdańsku Wrzeszczu, gdzie w zielonej werandzie do 1989 mieszkał Łosowski. Miejsce prób zespołu.

### Muzyka Młodej Generacji (1976–1981)
Pierwszy koncert oficjalnie pod nazwą Kombi zespół zagrał 2 sierpnia 1976 w sopockiej Operze Leśnej w ramach Międzynarodowych Konfrontacji Muzycznych „Pop Session”. W 1978 Kombi wystąpiło podczas koncertów z cyklu Muzyka Młodej Generacji wraz z grupami: Exodus, Krzak i Heam. W 1979 zespół wystąpił na Muzycznym Campingu w Lubaniu (w dniu koncertu „Muzyka Młodej Generacji”) obok takich wykonawców jak: Exodus, Irjan, Krzak, Heam, Bogdan Gajkowski i „Magiczna Maszyna”, czy Porter Band. W tym też roku (1979) ukazał się debiutancki singel zespołu z instrumentalnymi kompozycjami „Wspomnienia z pleneru” i „Przeciąg” oraz album kompilacyjny wykonawców Muzyki Młodej Generacji, na którym prócz singlowych utworów zespołu, znalazły się piosenki „Jestem wędrowcem” i „Pieniądze”. Kolejny rok, 1980 przyniósł grupie pierwszy longplay zatytułowany po prostu Kombi (znany również jako „płyta z muchą” z powodu okładki). Album zawierał m.in. przeboje „Hotel twoich snów” i „Przytul mnie”. W trakcie sesji nagraniowej do albumu zespół zarejestrował 14 utworów, z czego wybrał 9 uznanych za najlepsze. Selekcji dokonał z pomocą menadżera Jacka Sylwina, który pełnił również rolę koproducenta płyty. Nagranie z utworem „Przytul mnie” trafiło do Maryli Rodowicz, która zaproponowała zespołowi stworzenie oddzielnej wersji utworu z jej gościnnym udziałem, w duecie wokalnym z Grzegorzem Skawińskim. W tej postaci utwór trafił do rozgłośni radiowych. 7 czerwca 1980 zespół wystąpił na festiwalu w Jarocinie, gdzie prócz własnych utworów zaprezentował własną interpretację piosenki „Them Changes” z repertuaru Carlosa Santany i Buddy’ego Milesa. Ponadto, w latach 1976–1980 zarejestrował wiele utworów, które nie ukazały się na żadnym albumie grupy (m.in. „Beczka z prochem”, „Sen o wodzie”).  
Nieocenione zasługi w promocji grupy położył ówczesny redaktor muzyczny Polskiego Radia Gdańsk Aleksander Szostak, który w latach 1976–1980 wysyłał taśmy trójmiejskiej formacji do Warszawy, dzięki czemu jej utwory zaczęły gościć w ogólnopolskich audycjach radiowych.
Drugi album, zatytułowany Królowie życia, został nagrany na przełomie 1980/1981. Zawierał m.in. utwór tytułowy oraz kompozycję „Bez ograniczeń” (inny tytuł – „Bez ograniczeń energii”), stanowiącą przez wiele lat muzyczny podkład do czołówki audycji telewizyjnej 5-10-15. W 1981 ukazał się singel z utworem instrumentalnym „Taniec w słońcu” (sprzedany w ponad 250 tys. egzemplarzach), który był powszechnie grany na dyskotekach. Do grupy dołączył nowy perkusista – Jerzy Piotrowski (ex SBB), a grupa wyruszyła w trasy koncertowe za granicą.

### „Złoty okres” Kombi (1982–1991)

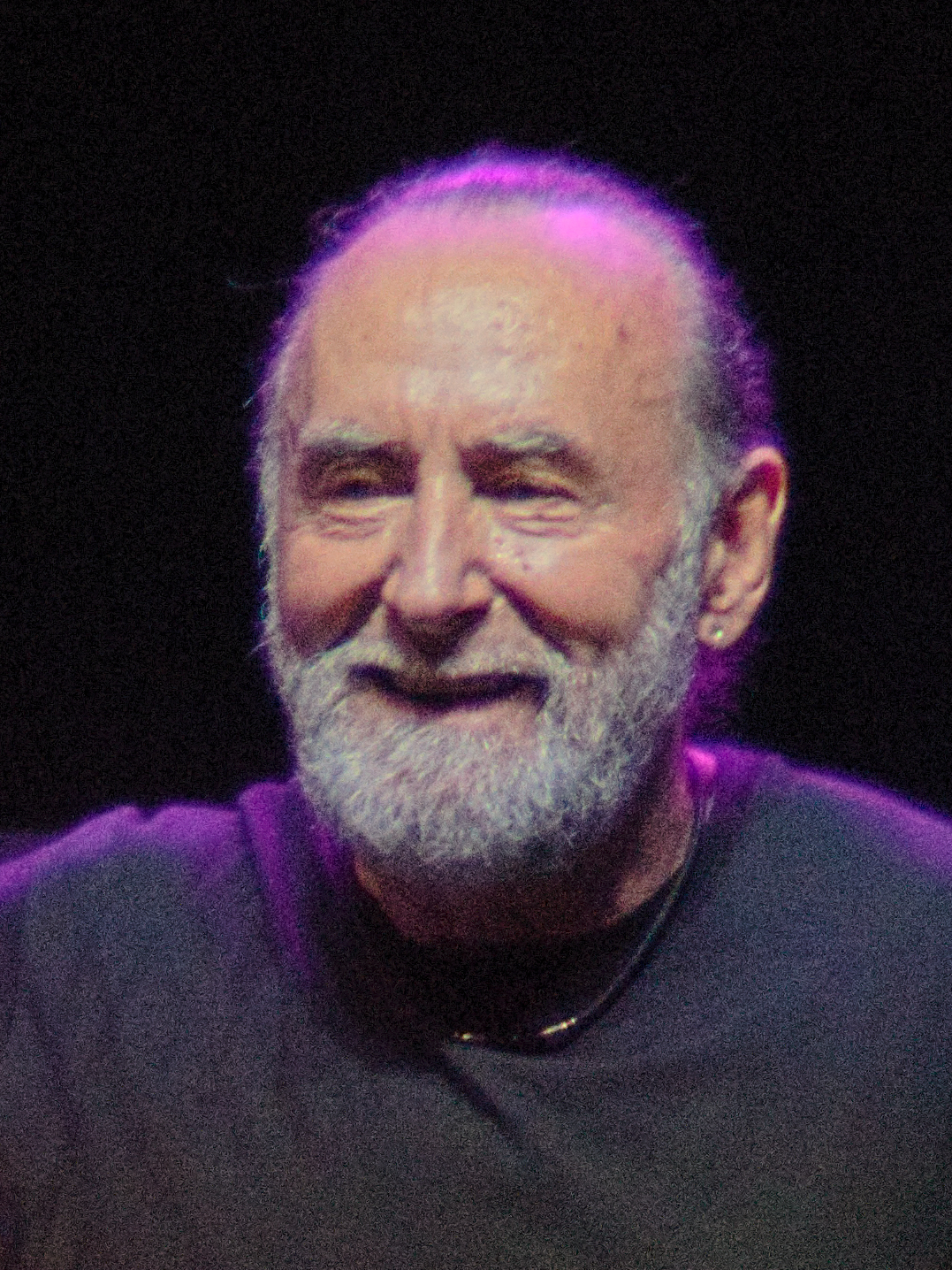
Jerzy Piotrowski – perkusista w czasie „złotego okresu” zespołu.

Pod koniec 1982 muzycy nagrali na single nowe piosenki „Inwazja z Plutona” i „Nie ma jak szpan”, zaś w 1983 piosenkę „Linia życia” i instrumental „Komputerowe serce”. Równocześnie nagrywali materiał na trzecią płytę pt. Nowy rozdział. Nagrania te utrzymane były w nowej stylistyce, która stała się rozpoznawalnym stylem Kombi. Łosowski wykorzystał w nagraniach m.in. syntezatory Multimoog, Mini Korg 700s i Prophet 5, a Jerzy Piotrowski – perkusję elektroniczną Simmons (model SDS V). Album, wydany w 1984, odniósł duży sukces komercyjny i zawierał przeboje: „Słodkiego miłego życia”, „Nie ma zysku” i „Kochać cię – za późno”. Na 21. Krajowym Festiwalu Piosenki Polskiej w Opolu zespół wielokrotnie bisował z piosenką „Słodkiego miłego życia”, za której wykonanie zdobył nagrodę publiczności. Kombi nawiązało współpracę z londyńską firmą Passion Records, czego efektem była promocja zespołu na targach muzycznych MIDEM w Cannes i nagranie anglojęzycznych wersji kilku piosenek z Nowego rozdziału (w tym: „Słodkiego miłego życia” – „Have A Nice, Sweet Life”, Kochać cię za późno – „Be With You Too Late”) oraz nowych „You Are Wrong” i „Obsession”. W listopadzie tego samego roku wydany został czwarty album pt. Kombi 4, na którym znalazły się przeboje: „Nasze randez-vous”, „Za ciosem cios”, „Black and White” i „Czekam wciąż”. Na tym albumie Łosowski jako pierwszy w Polsce wykorzystał sampler Ensoniq Mirage. Nagrywał i przetwarzał sample własnego głosu i różnych dźwięków z otoczenia, które wykorzystał w kilku utworach, m.in. w „Za ciosem cios”, „Kombi-music” oraz „Black and White”. Poza syntezatorami Mini Korg 700s i Sequential Circuits Prophet-5 wykorzystał syntezator Yamaha DX7 i automat perkusyjny Yamaha RX11. Jako pierwszy wykorzystał też komputer Commodore 64 (jako sekwencer MIDI).
W 1986 z okazji 10-lecia działalności zespołu pod nazwą Kombi odbyła się seria kilkudziesięciu koncertów w Polsce i za granicą. Rezultatem trasy była koncertowa płyta 10 years – The best of Live, na której znalazł się zapis występu w Sopocie. W tym samym roku Jerzy Piotrowski opuścił grupę, a za perkusją zasiadł ponownie Jan Pluta. Ten jednak szybko podjął decyzję o opuszczeniu zespołu, który zaczął występować jako trio z automatem perkusyjnym. Wiosną 1987 odbyło się pierwsze tournée grupy po Ameryce Północnej. W tym samym roku muzycy koncertowali we Włoszech i RFN, a w kolejnym m.in. w Wielkiej Brytanii i Grecji. W 1988 zespół zarejestrował materiał do piątego LP pt. Tabu, który wydano rok później. Znalazły się na nim przeboje: „Nietykalni – skamieniałe zło”, „Bez szans”, „Pamiętaj mnie” (jedna z pierwszych pozycji albumu upubliczniona jesienią 1988) oraz „Tabu – obcy ląd”. Na tylnej stronie okładki Tabu wykorzystano rysunki Sławomira Łosowskiego.

### Obchody 15-lecia i zawieszenie działalności (1991–2003)

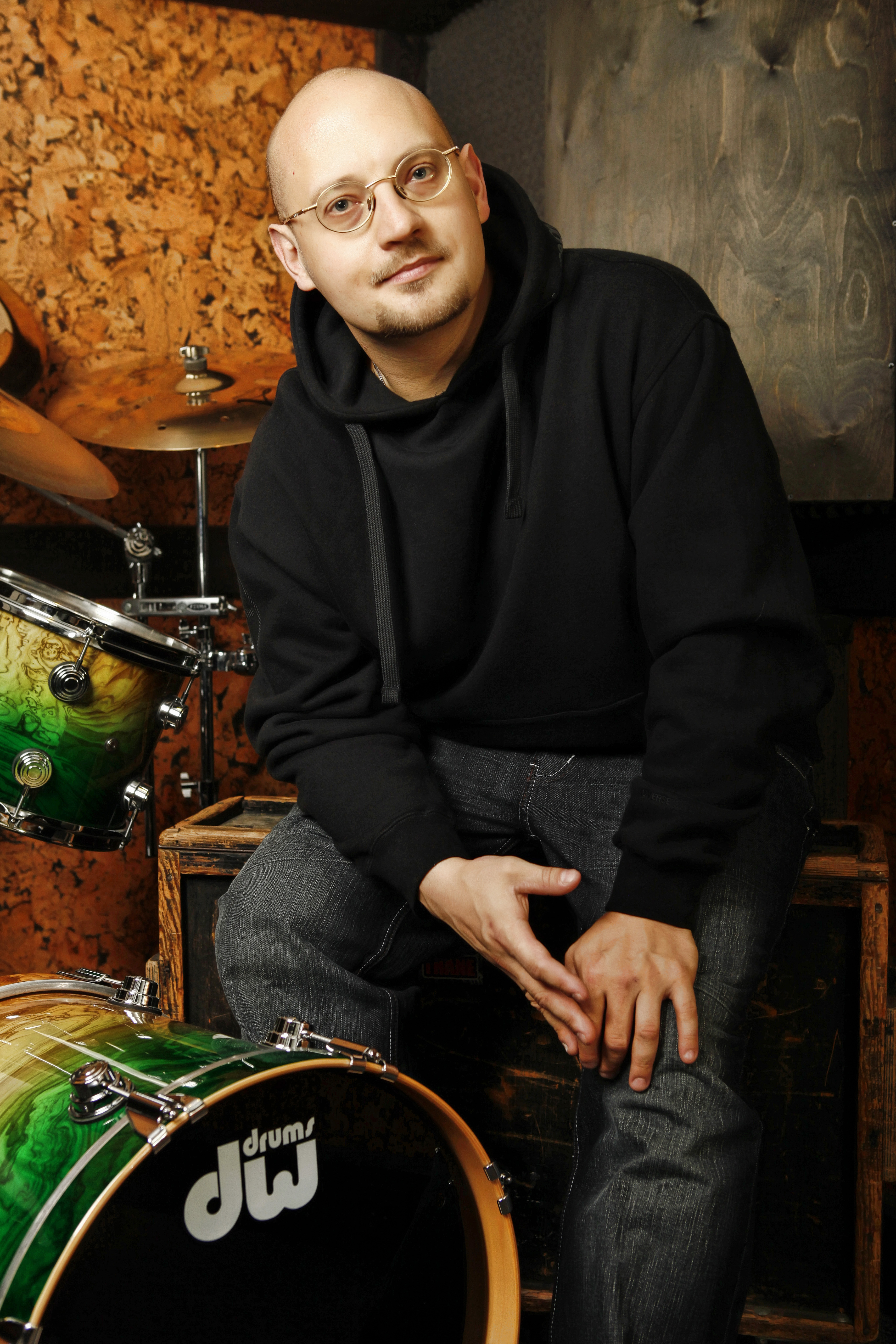
Tomasz Łosowski – perkusista w latach 1991–1992

W 1991 zespół obchodził 15-lecie działalności pod nazwą Kombi. Z tej okazji na płycie analogowej został wydany album kompilacyjny 15 lat, a następnie na płycie CD album The Best of Kombi z 16 największymi przebojami w nowych wersjach nagranych w studiu Łosowskiego. W lipcu w Sopocie odbył się koncert z okazji jubileuszu, który został sfilmowany i wyemitowany przez Telewizję Polską. Do zespołu jako perkusista dołączył syn Sławomira Łosowskiego – Tomasz Łosowski. Podczas wydarzenia, gościnnie wystąpił również Jerzy Piotrowski. Koncert został zarejestrowany w formacie cyfrowym i doczekał się kilku wydań na płytach CD pod nazwami Koncert 15-lecia lub Ostatni koncert. Na początku 1992 zespół wyjechał po raz trzeci do Ameryki, gdzie Skawiński i Tkaczyk podjęli decyzję o odejściu z grupy na rzecz autorskiego projektu muzycznego pod nazwą Skawalker (w późniejszym czasie, po dołączeniu do składu wokalistki Agnieszki Chylińskiej, przekształconego w O.N.A.). Kombi w składzie z nimi zagrało jeszcze kilka koncertów, które były wcześniej ustalone. Sławomir Łosowski nie zdecydował się kontynuować działalności zespołu w nowym składzie. W latach 1993–1994 nagrał z perkusistą Tomaszem Łosowskim wcześniej przygotowany materiał na płytę instrumentalną Nowe narodziny. Album był utrzymany w charakterystycznym dla Kombi brzmieniu, które nawiązywało do lat 80. Rolę basisty gościnnie przejął Łukasz Rutkowski. Płyta została wydana nakładem wytwórni muzycznej X-Serwis w 1995. Wkrótce potem Łosowski z przyczyn prywatnych (pogorszenia się stanu zdrowia żony, która chorowała na stwardnienie rozsiane) wycofał się z czynnego życia muzycznego.

### Rozłam w zespole (po 2003)
W 2003 zespół w składzie: Sławomir Łosowski, Grzegorz Skawiński, Waldemar Tkaczyk i Jan Pluta zasiadł w jury programu talent-show Szansa na sukces. Odcinek poświęcony zespołowi Kombi został wyemitowany 2 lutego 2003 i jednocześnie był ostatnim wspólnym występem tego składu. W tym samym roku Skawiński, Tkaczyk i Pluta utworzyli zespół pod nazwą Kombii (początkowo stylizowane na KombII, bo – zgodnie z założeniami muzyków – podwójne „i” zapisywane jak rzymska liczba II miało oznaczać „Kombi 2”), w którym zabrakło Łosowskiego. W 2004 muzyk założył zespół Łosowski, przemianowany w 2013 na Kombi Łosowski oraz w latach 2014–2022 funkcjonujący jako Kombi (bez dopisku „Łosowski”).
Funkcjonowanie na polskim rynku muzycznym dwóch zespołów o łudząco podobnych nazwach – Kombi i Kombii – spowodowało konflikt, którego finał miał miejsce przed Trybunałem Sprawiedliwości Unii Europejskiej. Temat konfliktu muzycy poruszyli także w swoich książkach „Kombi. Słodkiego miłego życia. Prawdziwa Historia” (autorstwa Sławomira Łosowskiego i Wojciecha Korzeniewskiego) i „Królowie życia – Kombi, Skawalker, O.N.A. i Kombii, czyli 40 lat wzlotów i upadków na scenie” (autorstwa Grzegorza Skawińskiego i Waldemara Tkaczyka).

## Spór o prawa do nazwy zespołu
Od 2003 między Sławomirem Łosowskim a Grzegorzem Skawińskim i Waldemarem Tkaczykiem toczył się spór o prawa autorskie do nazwy zespołu Kombi. Obie strony swoje prawa do nazwy wywiodły z odmiennej interpretacji podstawowych faktów z historii zespołu, a zwłaszcza okoliczności, w jakich doszło do jego powstania. Według Łosowskiego Kombi jest kontynuacją założonej przez niego w 1969 grupy Akcenty, która w 1976 zmieniła tylko nazwę na Kombi, i jako takie stanowi jego autorski projekt muzyczny, więc tylko on ma prawo pod tą nazwą występować, a posłużenie się przez Skawińskiego i Tkaczyka łudząco podobną nazwą Kombii stanowi naruszenie jego dóbr osobistych wynikających z prawa własności intelektualnej. Według Skawińskiego i Tkaczyka w wyniku radykalnych zmian personalnych, repertuarowych i organizacyjnych w Akcentach, zwieńczonych zmianą nazwy zespołu na Kombi, doszło do zawiązania nowego, wspólnego przedsięwzięcia całej trójki muzyków, w związku z czym każdemu z nich przysługują prawa podmiotowe do nazwy Kombi, a nazwa ta w swym oryginalnym brzmieniu jest zarezerwowana wyłącznie dla zespołu w pełnym, trzyosobowym składzie (Łosowski / Skawiński / Tkaczyk) i nikt nie ma prawa jednostronnie jej sobie przywłaszczać.
Wraz z rozwojem kariery muzycznej członków Kombi po rozpadzie zespołu konflikt pomiędzy nimi narastał, osiągając swe apogeum na przełomie pierwszej i drugiej dekady XXI w., kiedy to doszło do sądowego sporu o znak towarowy Kombi. 11 kwietnia 2011 Skawiński i Tkaczyk wystąpili o rejestrację unijnego słownego znaku towarowego Kombii. W odpowiedzi 18 marca 2013 Łosowski w celu zabezpieczenia dóbr osobistych złożył wniosek o rejestrację znaku towarowego przedstawiającego nazwę i logotyp Kombi w Urzędzie Patentowym RP. W styczniu 2014 wystąpił o rejestrację unijnego znaku towarowego Kombi, dzięki czemu otrzymał wyłączne prawa do korzystania z tego znaku, a osiem miesięcy później powrócił do koncertowania pod nazwą Kombi (bez dopisku „Łosowski”). Skawiński w odpowiedzi na ruch Łosowskiego skierował w 2016 wniosek do Urzędu Unii Europejskiej ds. Własności Intelektualnej (EUIPO), domagając się unieważnienia praw do znaku, które przysługiwały Łosowskiemu. Urząd przychylił się do wniosku Skawińskiego i unieważnił rejestrację, uznając, że istnieje zbyt duże podobieństwo znaku Kombi do wcześniej zarejestrowanego znaku Kombii, a biorąc pod uwagę taki sam zakres objętych tymi znakami towarów i usług (muzyka, rozrywka), to takie podobieństwo może wprowadzać odbiorców w błąd. Łosowski złożył odwołanie, próbując wykazać, że przysługują mu „wyłączne prawa podmiotowe” do nazwy Kombi, jednak Izba Odwoławcza we wrześniu 2021 oddaliła wniosek, dlatego artysta skierował sprawę do Trybunału Sprawiedliwości Unii Europejskiej. Ten 7 września 2022 oddalił skargę, na skutek czego Łosowski utracił wyłączne prawa do znaku towarowego Kombi. W uzasadnieniu stwierdzono, że „dowody przedstawione przez skarżącego w celu wykazania istnienia wyłącznego prawa podmiotowego do nazwy Kombi nie miały znaczenia dla sprawy oraz, po drugie, że w niniejszym wypadku istniało prawdopodobieństwo wprowadzenia w błąd” ze względu na łudzące podobieństwo unijnego znaku towarowego Kombi do wcześniej zarejestrowanego znaku Kombii. Jednocześnie stwierdzono, że cała sprawa dotyczyła wyłącznie nazwy Kombi jako znaku towarowego, a nie praw autorskich do niej samej. Co za tym idzie, nie jest wykluczone istnienie wyłącznego prawa podmiotowego do nazwy Kombi, które miałoby przysługiwać Łosowskiemu, ale jeśli ten chce je udowodnić i powołać się na jego ewentualne naruszenie, to musi to uczynić w odrębnym postępowaniu przed polskim sądem. Od momentu przegrania sprawy przed Trybunałem Sprawiedliwości Unii Europejskiej zespół Łosowskiego ponownie posługuje się nazwą i znakiem towarowym Kombi Łosowski.

## Muzycy

### Akcenty
- Sławomir Łosowski – lider, instrumenty klawiszowe (1969–1976), śpiew (1970–1975)
- Jan Schwartz – śpiew (1969)
- Jacek Tomaszewski – gitara basowa (1969)
- Lech Badełek – gitara (1969–1970)
- Andrzej Kyś – perkusja (1969–1971)
- Henryk Sikora – gitara basowa (1970)
- Piotr Gągałka – gitara basowa (1971–1974)
- Jan Rucki – perkusja (1972–1974)
- Zbigniew Gura – gitara basowa (1975)
- Zbigniew Sentowski – śpiew, gitara basowa (1975)
- Jan Pluta – perkusja (1975–1976)
- Grzegorz Skawiński – śpiew, gitara (1975–1976)
- Waldemar Tkaczyk – gitara basowa (1975–1976)

### Kombi
- Sławomir Łosowski – lider, instrumenty klawiszowe (1976–1992), śpiew (1983)[48], automat perkusyjny (1986–1990)
- Grzegorz Skawiński – śpiew, gitara (1976–1992)
- Waldemar Tkaczyk – gitara basowa, perkusja elektroniczna[49] (1976–1992)
- Jan Pluta – perkusja, perkusja elektroniczna (1976, 1978–1981, sporadycznie 1986–1989)
- Benedykt Musioł – perkusja (1977)
- Mariusz Bryl – perkusja (1977)
- Ryszard Gębura – perkusja (1977–1979)
- Przemysław Pahl – perkusja (1980)
- Jerzy Piotrowski – perkusja, perkusja elektroniczna (1981–1982, 1983–1986, gościnnie 28 lipca 1991)
- Zbigniew Kraszewski – perkusja (1982)
- Tomasz Łosowski – perkusja, perkusja elektroniczna (1991–1992)

## Dyskografia

### Albumy studyjne
| Kombi                                   | - Data: czerwiec 1980 - Wydawca: Pronit                      | –  |
| Królowie życia                          | - Data: 1982 - Wydawca: Wifon                                | –  |
| Nowy rozdział                           | - Data: 20 czerwca 1984 - Wydawca: Polskie Nagrania „Muza”   | 48 |
| Kombi 4                                 | - Data: 10 listopada 1985 - Wydawca: Polskie Nagrania „Muza” | –  |
| Tabu                                    | - Data: czerwiec 1989 - Wydawca: Polskie Nagrania „Muza”     | –  |
| The Best of Kombi                       | - Data: 1991 - Wydawca: Lion Records                         | –  |
| „–” oznacza, że album nie był notowany. |                                                              |    |

### Albumy koncertowe
| 10 Years – The Best of Kombi – Live     | - Data: 1986 - Wydawca: Wifon          | – |
| Koncert 15-lecia                        | - Data: 1993 - Wydawca: AGM Production | – |
| „–” oznacza, że album nie był notowany. |                                        |   |

### Albumy kompilacyjne
- Muzyka Młodej Generacji (1979)
- Instrumental Hits (1985)
- The Best Of (1985)
- 15 lat (1990[50])
- '79-'81 (1992[50])
- The Singles (1993[50])
- Gold (1998)
- Złota kolekcja: Słodkiego miłego życia (2000)
- Gwiazdy polskiej muzyki lat 80. (2007)
- The Best – Nie ma zysku (2008)
- Tylko polskie piosenki: Nasze rendez-vous (2011)
- Kolory muzyki (2013)
- Bursztynowa kolekcja: The very best of Kombi (2015)[54]

### Single
- „Wspomnienia z pleneru” / „Przeciąg” (1979)
- „Hej rock and roll” / „Przytul mnie” (1980)
- „Hotel twoich snów” / „Przytul mnie” (1980)
- „Taniec w słońcu” / „Królowie życia” (1981)
- „Wejdź siostro” (1981)
- „Victoria Hotel” / „Open-air Remembrance” (1981)
- „Spring in Poland” / „Dance in the Sunshine” (1982)
- „Inwazja z Plutona” / „Nie ma jak szpan” (1983)
- „Linia życia” / „Komputerowe serce” (1983)
- „Słodkiego miłego życia” / „Nie ma zysku” (1984)
- „You Are Wrong” – club mix / „You Are Wrong” – instrumental (1986)

### Literatura przedmiotu
- Leszek Gnoiński, Jan Skaradziński: Encyklopedia Polskiego Rocka. Poznań: In Rock, 2006, s. 311–315. ISBN 83-60157-14-6.

### Netografia zbiorcza
- Oficjalna strona zespołu i fan-klubu Kombi [online] [dostęp 2022-10-27] [zarchiwizowane z adresu 2002-06-01]. strona główna serwisu

### Netografia pojedyncza
- Kombi w Katalogu Polskich Płyt Gramofonowych [dostęp: 13 czerwca 2019].
- Kombi w bazie Discogs.com (ang.) [dostęp: 13 czerwca 2019].
- Kombi w bazie Archiwum Polskiego Rocka [dostęp: 13 czerwca 2019].